# Салваторе Квазимодо
Салваторе Квазимодо (итал. Salvatore Quasimodo; Модика, 20. август 1901 — Напуљ, 14. јун 1968) је био италијански песник. 1959. године добио је Нобелову награду за књижевност. Сматра се једним од најзначајнијих италијанских песника 20. века.

## Биографија

### Детињство и школовање
Салваторе Квазимодо рођен је 20. августа 1901. године од оца Гаетана Квазимода и мајке Клотилде Рагузе у Модици, где му је отац радио као шеф железничке станице. Убрзо након рођења се са мајком и старијим братом Винћенцом (1899) сели у Рокалумеру, код очевих родитеља, где је провео цело детињство и младост.
Јануара 1909. године отац добија задужење у реорганизацији железничког саобраћаја на станици у Месини, која је била погођена разарајућим земљотресом. У том периоду живели су у теретном вагону паркираном на једном затвореном перону станице. Овај период живота остаће урезан у песниково сећање, а евоцираће га у песми Моме оцу (Al padre), коју је написао поводом очевог 90ог рођендана и педесетогодишњице земљотреса у Месини.
Године 1916. Салваторе у Палерму уписује Техничко Математичко- Физички Институт, да би 1917. године наставио студије у Месини на Институту “А.М. Јаци”, где је 1919. године и дипломирао. У току боравка у Месини упознаје правника Салватореа Пуљатија као и будућег градоначелника Фиренце, Ђорђа Ла Пиру, са којима склапа пријатељство које ће трајати годинама. Заједно су 1917. основали “Нови Књижевни Часопис” (“Nuovo Giornale Letterario”), месечник у ком је објавио своје прве песме.
Године 1919. сели се у Рим где је планирао да заврши инжењерске студије, али због неизвесне економске ситуације био је приморан да их напусти и да прихвати неке скромније послове.У међувремену сарађивао је на неколико часописа и почео самостално да учи грчки и латински, посветивши се класицима, који за њега постају велики извор инспирације.
Несигурна економска ситуација, која је обележила овај римски период, завршила се 1926. године, када га ангажује Министарство јавних радова и додељује као геометра Градским инжењерима Ређо Калабрије. Овде склапа пријатељство са браћом Енцом и Бруном Мизефари, који су обојица били истакнути припадници антифашистичког покрета у Ређо Калабрији. Исте године жени се са осам година старијом Биче Донати.
Године 1948, две године након смрти његове прве супруге, поново се жени балерином Маријом Кумани, са којом ће добити сина Алесандра Квазимода.